# Alberta Green
Alberta Green est un personnage de la série américaine 24 heures chrono. Son personnage est interprété par Tamara Tunie. Elle apparaît lors de l'épisode 10 de la saison 1, reprenant le contrôle de la Cellule anti-terroriste de Los Angeles. Cependant, elle était déjà apparue dans le roman de Marc Cerasini intitulé Vanishing point.

## Chronologie des évènements

### DansVanishing Point
Énervée du manque de succès de l'opération secrète de Jack à Las Vegas, Alberta envoie Nina Myers sur place afin de stopper la mission en cours. Par la suite désapprouvée par le Secrétaire d'État et le Président Harry Barnes en personne, elle se verra dans l'obligation de réactiver immédiatement l'opération.

### Durant le jour 1

#### Contexte de son arrivée
Durant le Jour 1, une tentative d’assassinat est programmée à l’encontre du Sénateur David Palmer, le premier Afro-américain possédant une réelle chance de gagner les élections présidentielles dans son pays. Lorsque Jack Bauer, l’agent spécial au commandement de la Cellule anti-terroriste de Los Angeles semble être impliqué dans l’attentat. Il est alors attrapé par les Services Secrets qui comptent le livrer au F.B.I. Cependant, Jack réussit à échapper à ses gardes et Alberta est alors appelée à le remplacer provisoirement à la tête de la Cellule.

#### De 09h00 à 10h00
Aux environs de 09h43, Alberta arrive à la Cellule de Los Angeles. Elle fait une déclaration devant les agents de la Cellule leur expliquant que leur objectif principal reste celui de retrouver Jack qui est recherché par tous les services et de le ramener sous surveillance. Leur second objectif reste malgré tout celui de prévenir toute nouvelle attaque qui pourrait être dirigée envers le Sénateur Palmer. En arrivant, Alberta est déjà certaine que Nina Myers est loyale envers Jack et soupçonne qu’elle est en train de l’aider. C’est pourquoi elle la fait monter dans son bureau et l’interroge alors à propos de la relation intime qu’elle a partagé avec Jack. Elle est alors persuadée que Nina sait où se trouve Jack mais celle-ci nie lui avoir parlé depuis qu’il s’est échappé,. Alberta lui demande de retourner au travail mais ne pense pas moins que Nina et Tony Almeida sont en contact direct avec Jack depuis son évasion.

#### De 10h00 à 11h00
Peu après 10h00, Alberta informe tous les agents de la cellule que d'après les Services Secrets, le photographe officiel du Sénateur Palmer, Martin Belkin serait mêlé à la tentative d'assassinat. Quelques minutes plus tard, elle vient s'informer sur la liste des passagers auprès de Nina. Le siège vide était en fait occupé par le photographe et elle comprend rapidement que le vrai photographe a donc été tué lors du crash du vol 221 survenu aux environs de 00h59. Cependant, un sosie de ce même homme était bien présent au petit-déjeuner du Sénateur, lors duquel il a frôlé la mort, et cet homme possédait toutes les cartes d’entrée du véritable Martin Belkin. Lorsqu’elle regagne son bureau, Tony fait part à Nina du fait qu’Alberta se doute forcément de quelque chose et qu’ils feraient mieux, selon lui, de la prévenir de la situation complexe dans laquelle se trouve Jack. Nina n’est pas d’accord, elle sait qu’une fois l’information révélée, la Division déboulera. Elle craint qu’une autre taupe comme Jamey Farrell se cache parmi le personnel de la Division. Lorsque la Division appelle Alberta pour se tenir au courant des avancées, celle-ci leur promet un bilan des menaces éventuelles pour 12h00.

#### De 11h00 à 12h00
À 11h00, Alberta fait une annonce au personnel de la Cellule. Elle annonce que la vie de David Palmer est toujours en danger et que les seuls témoins qu’ils aient sont Jack et Martin Belkin et qu’il faut continuer à les chercher. Elle remercie tout le monde pour le difficile travail réalisé mais leur demande de poursuivre sur cette voie. Une demi-heure plus tard, certaine que Tony et Nina savent où se trouve Jack, elle les relève de leurs fonctions et les fait placer chacun dans une salle d’interrogatoire. Elle les prévient que le premier à parler sera exempt de poursuites et pourra espérer un avenir à la Cellule tandis que l’autre sera suspendu définitivement de ses fonctions. Si aucun des deux ne parle, leur suspension sera définitive,.
Après quelques minutes, elle se rend dans la salle d’interrogatoire où se trouve Tony et commence à l’interroger. Elle essaie de le déstabiliser en lui disant qu’en couvrant Nina, qui couvre Jack, il se fait manipuler mais il ne lâche rien et nie être en contact avec Jack. Alberta lui dit alors que s’il se tait, il pourrait être en partie responsable de la mort du prochain président des États-Unis. Mais Tony ne se démonte pas et continue à affirmer qu’il ne sait rien. Alberta quitte alors la salle, lui laissant dix minutes pour réfléchir à sa décision. Sans passer voir Nina, elle revient dix minutes plus tard pour interroger Tony. Son regard semble clair : il est sur le point de tout avouer mais à cet instant précis, un homme entre : Alberta est demandée au téléphone. Non contente d’être dérangée alors qu’elle avait demandé à ne pas l’être, elle fulmine. Mais l’homme insiste : c’est Jack Bauer au bout du téléphone. Alberta sort donc de la salle d’interrogatoire. Jack lui révèle donc où il se trouve. Il lui envoie un plan et lui demande d’envoyer des renforts. Il lui explique que la seule raison pour laquelle il n’a pas averti la Cellule plus tôt est parce que les hommes qui sont derrière l’attentat raté de David Palmer ont enlevé sa femme et sa fille. Après avoir raccroché, elle demande à l’un de ses assistants de vérifier où se trouvaient Teri Bauer et Kimberley Bauer les six dernières heures. Aux environs de 11h52, Alberta informe alors Nina et Tony que Jack a donné sa position et que trois équipes tactiques sont déjà en chemin pour le récupérer. Nina demande à Alberta si Tony et elle vont être suspendus mais, en l’absence de preuves, elle leur dit que non, mais qu’elle va continuer malgré tout à en chercher.

#### De 12h00 à 13h00
Peu de temps après, elle annonce à Tony et Nina qu’elle voudrait parler avec la mère de Jamey, Erica Vasquez, car 300 000 dollars ont mystérieusement été déposés sur son compte en banque les quatre derniers mois. Le fils de Jamey, Kyle, a lui aussi été amené à la Cellule durant le premier interrogatoire de sa mère et sa grand-mère doit venir le chercher. Elle demande à Tony et Nina de l'interroger. Lorsqu’Erica arrive, aux environs de 12h29, elle commence par blâmer la Cellule pour la mort de sa fille, les jugeant responsables. Elle refuse tout d’abord de révéler quoi que ce soit concernant les dépôts faramineux faits sur son compte en banque mais, Tony et Nina insistant, finissent par lui faire avouer que c’était Jamey qui les y déposait au cas où il lui arriverait quelque chose mais qu’elle n’a jamais demandé d’où cet argent venait.
À la fin de l’heure, Alberta informe Nina et Tony que Jack et sa famille ont été retrouvés et sont en chemin pour la Cellule. Nina l’informe alors de ce que leur a avoué la mère de Jamey. Puis elle lui explique qu’il semblerait qu’un assassin venu de Belgrade ait été payé par le biais du même compte que celui qui a servi à payer Erica, sans doute pour entrer sur le territoire et pour tuer le Sénateur Palmer. Nina pense qu’il s’agit d’un nouveau coup et donc qu’un second tueur est entré sur le territoire, en provenance de Yougoslavie, d'après ses informations.

#### De 13h00 à 14h00
Quelques minutes plus tard, Jack et sa famille arrivent à la CAT en hélicoptère. Jack présente Alberta à sa femme et à sa fille. Ses dernières sont envoyées à la clinique en ambulance. Après le départ de sa famille, Alberta annonce à Jack qu’il est en état d’arrestation et qu’en attendant de le rendre au F.B.I., elle compte le questionner concernant son implication dans la tentative d’assassinat contre le Sénateur. Elle place donc Jack dans une salle d’interrogatoire.
Nina demande alors à Alberta de pouvoir rentrer une heure chez elle pour prendre une douche et se relaxer mais celle-ci refuse. Elle demande à Nina la vraie raison pour laquelle elle demande à quitter la CAT. Nina admet alors que Jack lui a demandé d’aller surveiller Teri et Kim à la clinique. Compatissante face à ce qui était arrivé à Jack et à sa famille, Alberta finit par l’autoriser à quitter l’enceinte du bâtiment, sans oublier de relever le burlesque de la situation : l’ex-copine de Jack à qui il demande d’aller surveiller sa femme,... Aux environs de 13h19, Ryan Chappelle, le Directeur Régional, arrive finalement à la CAT afin de conduire l’interrogatoire de Jack. Après avoir fait son témoignage et relaté les évènements de la journée, celui-ci lui demande alors de le réintégrer jusqu’à ce que cette crise soit passée mais Ryan refuse, arguant que Jack a violé nombre de protocoles au cours des toutes dernières heures. Jack insiste, lui expliquant que s’il avait violé ces protocoles, c’était uniquement pour sauver sa famille et qu’il n’avait pas eu le choix. Ryan lui dit alors qu’il verra si Alberta a besoin d’aide. Mais Alberta refuse et continue de maintenir Jack en salle d’interrogatoire.
Alberta rejoint finalement Tony et lui demande quelles sont les nouvelles informations concernant le nouveau plan prévu. Tony l’informe qu’il y a en tout trois tireurs sur le sol américain prêts à tuer le sénateur et qu’il possède le nom des deux premiers: Jovan Myovic et Mishko Suba, seul le troisième restant introuvable. Alberta lui demande alors de continuer son travail et de trouver ce nom. Dix minutes plus tard, à 13h41, tous deux discutent de la probabilité d’une seconde attaque à l’encontre du Sénateur Palmer. Ils pensent qu’il serait préférable pour lui de quitter la ville de Los Angeles et de s’en éloigner le plus possible. Alors qu’il commence à regagner son poste, Alberta arrête Tony et lui dit que s’il accepte de témoigner contre Jack, elle pourrait lui obtenir une promotion rapidement, sous-entendant que Tony pourrait reprendre le travail de Nina et devenir ainsi le Chef du Staff de la CAT en remplacement de Nina.
Vers 13h43, Alberta entre alors dans la salle d’interrogatoire et commence à débriefer Jack. Un léger accrochage s'ensuit lorsque celui-ci demande à parler à sa famille mais qu'Alberta refuse, lui demandant de répondre avant tout à ses questions. Jack explique alors à Alberta que ce sont des terroristes des Balkans qui sont à l’origine de l’attentat perpétré contre le Sénateur Palmer. Quelques minutes avant 14h00, Alberta interrompt l’interrogatoire quand elle reçoit un appel de Nina. Elle pense que Teri et Kim ne sont pas en sécurité à la clinique et demande à Alberta si elle peut les emmener dans un lieu sécurisé. Celle-ci donne son accord. Cependant, elle ne tient pas Jack au courant du fait que les vies de sa femme et de sa fille sont peut-être en danger.

#### De 14h00 à 15h00
Peu après 14h00, le Sénateur Palmer, alors en chemin pour quitter la ville, arrive à la Cellule et demande à parler avec Jack. Au même moment, Alberta continue d'interroger Jack. Il demande alors une pause afin de pouvoir prendre des nouvelles de sa famille. Alberta lui annonce alors que Teri et Kim ont déjà quitté la clinique. Jack perd rapidement ses moyens, furieux qu'elle ne l'en ait pas informé et refuse de parler davantage. Il demande à parler à Chappelle. Alberta quitte alors la pièce. Après un appel à Alan Optican à Washington, Palmer réussit enfin à rencontrer Jack. Sur la demande expresse du Sénateur, avec qui il a déjà commencé à travailler sur une piste importante, Chappelle réintègre Jack en tant qu'agent de la Cellule pour la journée. On voit alors Alberta un petit peu perdue.

#### De 15h00 à 16h00
Lorsque George Mason est envoyé pour prendre la direction de la CAT, il explique à Jack qu'Alberta est finalement retournée à la Direction centrale et que c'est lui qui la remplace aux commandes.

### Après le jour 1
À sa demande, Alberta est transférée à la CAT de Washington.

## À propos du rôle
Ce rôle avait été écrit à l'origine pour Alberta Watson mais elle ne put prendre le rôle à cause de problèmes de santé. Lorsque le rôle fut recasté, il lui fut donné le nom d'Alberta en hommage à celle qui aurait dû jouer le rôle. Alberta Watson jouera plus tard le rôle d'Erin Driscoll dans la saison 4 de la série.